# The Great Giana Sisters
The Great Giana Sisters — игра в жанре платформера, разработанная Time Warp Productions для Amiga, Amstrad CPC, Atari ST, MSX2 и Commodore 64. Она выпущена в 1987 году Rainbow Arts.
Игра использовала очень похожие на Super Mario Bros. графическое исполнение и дизайн уровней.

## История
Rainbow Arts под угрозой судебного разбирательства Nintendo была вынуждена отозвать игру из продажи почти сразу после выпуска и отменить выпуск уже разработанной, но ещё не изданной версии для ZX Spectrum. Обложка версии для C64, опубликованной в Великобритании GO! (суб-лейбл US Gold), зашла так далеко, что насмехалась над игрой Nintendo, используя лозунг «The brothers are history» («Братья это прошлое»).
Оригинальные копии игры в настоящее время высоко ценятся коллекционерами видеоигр.
Версия для Spectrum была рассмотрена и упомянута в журналах, но никогда не была коммерчески выпущена.
В 2005 году новая версия под названием просто Giana Sisters была выпущена для мобильных телефонов. Существует также неофициальная фанатская игра под названием Giana’s Return для Windows, GP2X и GP2X Wiz. Порт версии Commodore 64 был сделан для Nintendo DS.
В апреле 2009 года, издатель DTP Entertainment и разработчик Spellbound Interactive, владелец авторских прав на игру, выпустили в Европе новую игру Giana Sisters с обширным графическими обновлениями для Nintendo DS. С тех пор она была выпущена в Австралии. В игре представлены все новые уровни и больше элементов геймплея, обновлённые уровни оригинальной игры могут быть разблокированы.
30 июля 2012 года в службе Kickstarter запущен проект на финансирование продолжения игры под рабочим названием Project Giana от студии Black Forest Games, основанной бывшими разработчиками Spellbound Entertainment. Игра была выпущена в 2012 году под названием Giana Sisters: Twisted Dreams.